# VC-135 (航空機)

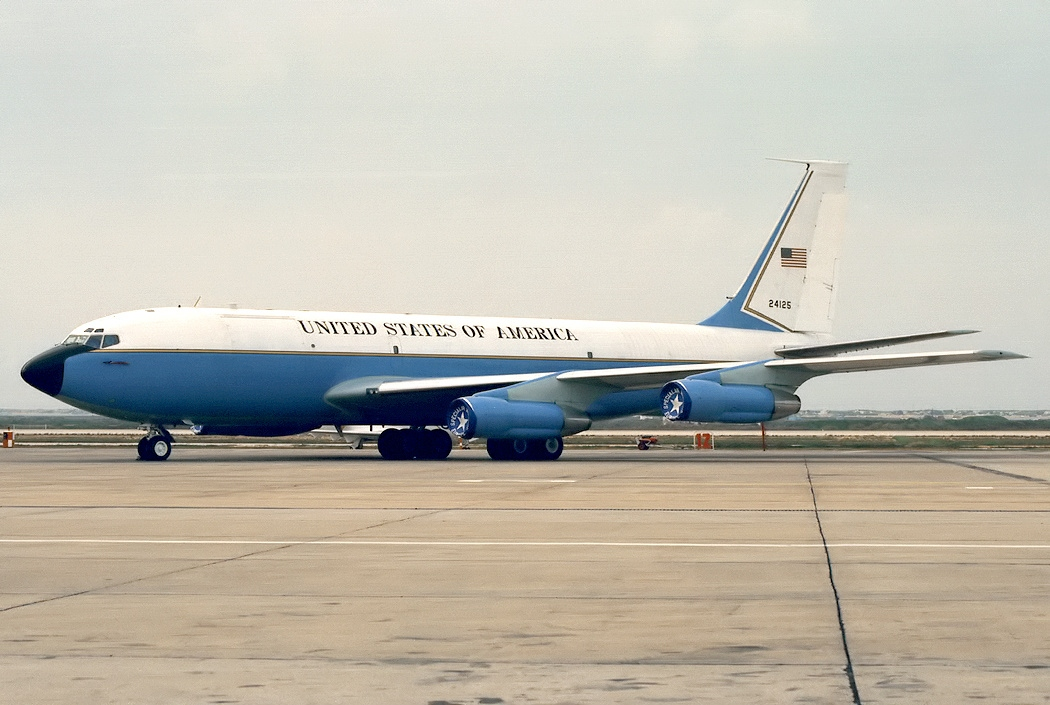
アメリカ空軍のVC-135B

VC-135は、アメリカ空軍の要人輸送機である。数機のKC-135およびその派生型の内装を改修し、要人輸送型となった。
1977年にジミー・カーター大統領からの指示で全機の「V」が外された。その後この中の「60-0376」は、1982年にTF33を装備したC-135Eに改造され、「62-4125 62-4127 62-4130」の3機は、RC-135Wになり、「62-4129」はTC-135Wになった。

## 派生型
VC-135A
KC-135AとC-135Aから改装。一部の機体は空中給油装置が付いたままでVKC-135Aなどとも呼ばれた。
VC-135B
C-135Bからの改装。
C-135C
WC-135Bから改造。頭にVの文字は付かない要人輸送機。